# سياسة التأشيرات في مالاوي
يجب على زوار مالاوي الحصول على تأشيرة إلكترونية، ما لم يكونوا من إحدى الدول المعفاة من التأشيرة أو الدول المؤهلة للحصول على التأشيرة عند الوصول.

## خريطة سياسة التأشيرة

مالاوي
لا تتطلب تأشيرة
تأشيرة عند الوصول / تأشيرة إلكترونية
تأشيرة إلكترونية

## الإعفاء من التأشيرة
يمكن لمواطني الدول والأقاليم التالية زيارة مالاوي لمدة تصل إلى 90 يوماً بدون تأشيرة:
| - أنتيغوا وباربودا - الباهاما - بربادوس - بليز - بوتسوانا - دومينيكا - إسواتيني - فيجي - غامبيا - غانا - غرينادا - هونغ كونغ (30 يوماً) | - إسرائيل - جامايكا - كينيا - كيريباتي - ليسوتو - ماليزيا - موريشيوس - موزمبيق - ناميبيا - ناورو - سانت كيتس ونيفيس - سانت لوسيا | - سانت فينسنت والغرينادين - ساموا - سيشل - جنوب أفريقيا - تنزانيا - ترينيداد وتوباغو - توفالو - أوغندا - زامبيا - زيمبابوي |

بالإضافة إلى ذلك، في 7 فبراير 2024، ألغت حكومة مالاوي متطلبات التأشيرة لمواطني الدول التالية لتعزيز السياحة:
| - أستراليا - بلجيكا - بروناي - كندا - الصين - قبرص - فنلندا | - فرنسا - ألمانيا - غيانا - أيرلندا - إيطاليا - المالديف - مالطا | - هولندا - نيوزيلندا - النرويج - بابوا غينيا الجديدة - بولندا - البرتغال - روسيا | - سيراليون - سنغافورة - جزر سليمان - سريلانكا - السويد - المملكة المتحدة - الولايات المتحدة |

| تاريخ تغييرات التأشيرة |
| --- |
| إعفاء من التأشيرة - 7 فبراير 2024 استؤنف: أستراليا، بلجيكا، بروناي، كندا، الصين، قبرص، فنلندا، فرنسا، ألمانيا، غانا، غيانا، أيرلندا، إيطاليا، المالديف، مالطا، هولندا، نيوزيلندا، النرويج، بابوا غينيا الجديدة، بولندا، البرتغال، روسيا، سيراليون، سنغافورة، جزر سليمان، سريلانكا، السويد، المملكة المتحدة، الولايات المتحدة أُلغي: - 1 أكتوبر 2015: أستراليا، بنغلاديش، بلجيكا، بروناي، كندا، قبرص، الدنمارك، فنلندا، فرنسا، ألمانيا، غانا، غيانا، آيسلندا، إيطاليا، اليابان، لوكسمبورغ، مدغشقر، المالديف، مالطا، نيبال، هولندا، نيوزيلندا، النرويج، بابوا غينيا الجديدة، البرتغال، سان مارينو، سيراليون، سنغافورة، جزر سليمان، كوريا الجنوبية، إسبانيا، سريلانكا، السويد، تايوان، تونغا، المملكة المتحدة، الولايات المتحدة، فانواتو. - 9 سبتمبر 2016: أيرلندا تأشيرة عند الوصول - 1 أكتوبر 2015: ألبانيا، أندورا، الأرجنتين، أرمينيا، أستراليا، النمسا، أذربيجان، البحرين، بيلاروسيا، بلجيكا، بنين، بوتان، بوليفيا، البوسنة والهرسك، البرازيل، بروناي، بلغاريا، كمبوديا، كندا، الرأس الأخضر، تشيلي، الصين,* كولومبيا,* جزر القمر، الكونغو، كوستاريكا، ساحل العاج، كرواتيا، قبرص، التشيك، جمهورية الكونغو الديمقراطية، الدنمارك، جمهورية الدومينيكان، الإكوادور، السلفادور، غينيا الاستوائية، إستونيا، فنلندا، فرنسا، الغابون، جورجيا، ألمانيا، اليونان، غيانا، غواتيمالا، غينيا، غينيا بيساو، هايتي، هندوراس، المجر، آيسلندا، إندونيسيا، أيرلندا، إيطاليا، اليابان، الأردن، كوريا الشمالية، كوريا الجنوبية، الكويت، قيرغيزستان، لاوس، لاتفيا، ليختنشتاين، ليتوانيا، لوكسمبورغ، مقدونيا، مدغشقر، المالديف، مالطا، جزر مارشال، المكسيك، ميكرونيزيا، مولدوفا، موناكو، منغوليا، الجبل الأسود، ميانمار، هولندا، نيوزيلندا، نيكاراغوا، النرويج، بالاو، بنما، بابوا غينيا الجديدة، باراغواي، بيرو، الفلبين، بولندا، البرتغال، قطر,* رومانيا، ساو تومي وبرينسيب، السعودية، سان مارينو، صربيا,* سيراليون، سنغافورة، سلوفاكيا، سلوفينيا، جزر سليمان، إسبانيا، سورينام، السويد، سويسرا، تايلاند، تيمور الشرقية، تونغا، الإمارات,* المملكة المتحدة، الولايات المتحدة، أوروغواي، فانواتو، فنزويلا، الفاتيكان، فيتنام - 9 سبتمبر 2016: أيرلندا أُلغيت: - 17 مايو 2016: المغرب والنيجر - 9 سبتمبر 2016: الجزائر، أنغولا، الصين,* كولومبيا,* كوبا، جيبوتي، إريتريا، الهند، غانا، ليبيريا، موريتانيا، نيبال، عُمان، قطر,* السنغال، صربيا,* سريلانكا، طاجيكستان، توغو، تركمانستان، الإمارات العربية المتحدة* - 25 مارس 2020: جميع دول "التأشيرة عند الوصول" مُلزمة بالحصول على تأشيرة إلكترونية. لم تعد مالاوي تصدر تأشيرات عند الوصول. لا توجد معلومات متاحة إذا كان هذا التغيير دائمًا أو مؤقتًا بسبب جائحة كوفيد-19. * - هذه الدول مدرجة في كلتا القائمتين (التأشيرة عند الوصول والتأشيرة مطلوبة) |

حاملو جوازات السفر الدبلوماسية أو الخدمية أو الرسمية من أي دولة، والمسافرون في مهمة رسمية، لا يحتاجون إلى تأشيرة لمدة 90 يومًا. وكذلك حاملو لاسيه باسيه من الأمم المتحدة، الاتحاد الأفريقي، بنك التنمية الأفريقي، المنظمة الدولية لمكافحة الجراد الأحمر في وسط وجنوب أفريقيا ومنطقة التجارة التفضيلية.
يمكن لحاملي تذاكر السفر المؤكدة إلى وجهة لاحقة، لمدة عبور أقصاها 24 ساعة، العبور دون تأشيرة عبر مالاوي. هذه التسهيلات لا تنطبق على مواطني مصر، العراق، كازاخستان، روسيا، السودان، سوريا، أوكرانيا، أوزبكستان واليمن.

## التأشيرة عند الوصول

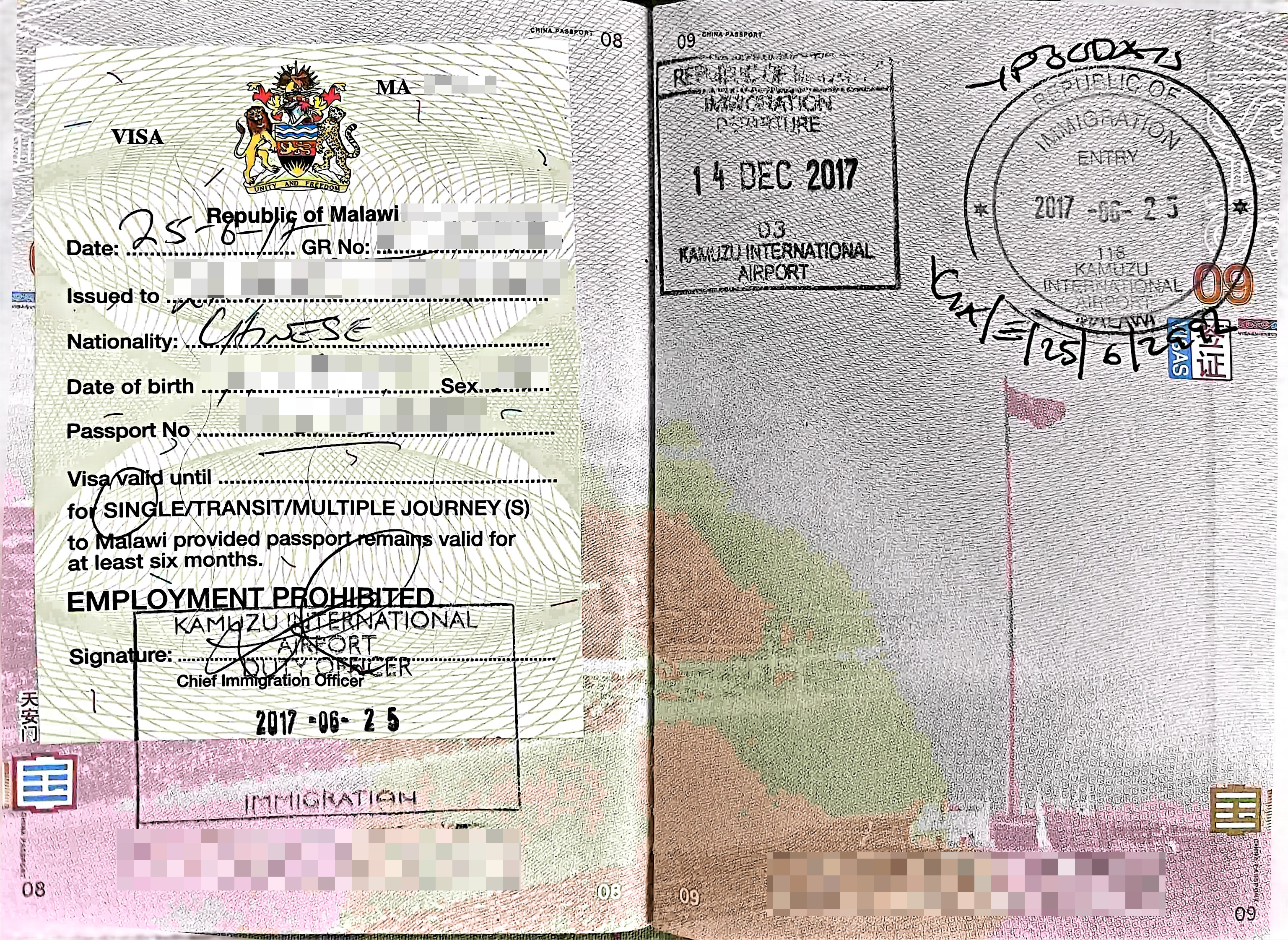
تأشيرة دخول واحدة إلى مالاوي صُدرت لمواطن صيني عام 2017 في مطار كاموزو الدولي

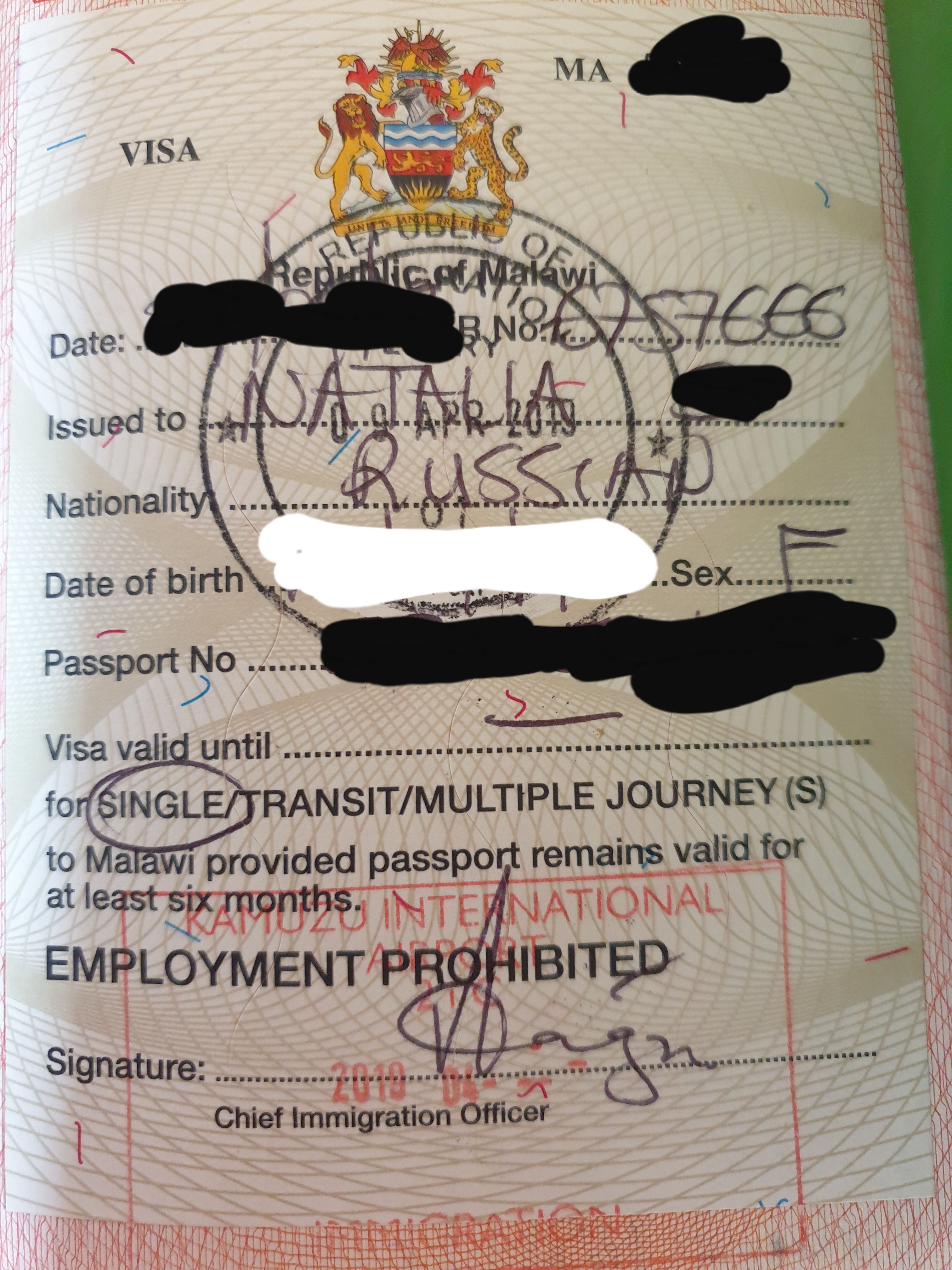
تأشيرة دخول واحدة إلى مالاوي صُدرت لمواطن روسي عام 2010 في مطار كاموزو الدولي

يمكن لمواطني بعض الدول الحصول على تأشيرة عند الوصول إلى مالاوي. المعلومات حول الدول المؤهلة غير متسقة.
اعتمادًا على غرض الزيارة، يُمنح المسافر الحاصل على تأشيرة سارية تصريح زيارة (VP) أو تصريح زيارة عمل (BV) عند منفذ الدخول، صالح لمدة 30 يومًا، ويمكن تمديده إلى حد أقصى يبلغ 90 يومًا.
وفقًا لوثيقة نشرتها إدارة الهجرة، يمكن لمواطني جميع الدول غير المعفاة من التأشيرة الحصول على تأشيرة عند الوصول. هذا لا ينطبق على مواطني الدول التالية:

| - أفغانستان - الجزائر - أنغولا - بنغلاديش - بوركينا فاسو - بوروندي - الكاميرون - جمهورية أفريقيا الوسطى - تشاد - كولومبيا - الكونغو الديمقراطية - كوبا - جيبوتي | - مصر - إثيوبيا - إريتريا - الهند - إيران - العراق - كازاخستان - لبنان - ليبيريا - ليبيا - مالي - موريتانيا | - المغرب - النيجر - نيبال - نيجيريا - عُمان - باكستان - فلسطين - قطر - روسيا - رواندا - السنغال - صربيا - الصومال | - جنوب السودان - السودان - سوريا - طاجيكستان - توغو - تونس - تركيا - تركمانستان - أوكرانيا - الإمارات العربية المتحدة - أوزبكستان - اليمن |  |

## التأشيرة الإلكترونية
أطلقت مالاوي نظام طلب التأشيرة الإلكترونية في 1 نوفمبر 2019.